# Bio Miracle Bokutte Upa
Bio Miracle Bokutte Upa (バイオミラクル　ぼくってウパ) é um jogo eletrônico lançado pela Konami em 1988 e 1993 no Japão.

## História
"Upa é o príncipe de um reino mágico e o mais recente em uma linha de bravos lutadores. Um dia, porém, ele quebrou uma urna que contém o espírito de Zai, um demônio incrivelmente mau com cheiro de bode, que leva a força da vida dos adultos do reino e sequestra todos os bebês - exceto para Upa, que é dado um chocalho mágico por uma fada que estava preso na urna junto com Zai. E assim, a fim de salvar seu reino, Upa rasteja em ação."

## Modos de Jogabilidade
Os controles padrão para este jogo são os seguintes:
- A - Jump.
- B - Shake chocalho (inflar inimigos / contentores abertos).
- Selecionar - Altera a dificuldade na tela principal, de outra forma não utilizada.
- Iniciar - Pausa.

## Items
- Leite - Vem em uma variedade de garrafas diferentes, mas cada um restaura algumas de sua saúde.
- Coração - Adiciona um coração extra para o seu indicador de saúde e enche-lo, muito útil.
- Sino - Permite andar em vez de rastreamento por alguns momentos, enquanto você está invencível, você não pode usar seu chocalho enquanto isso está acontecendo embora.
- Congelar - Este item parece uma ampulheta e congela todos os inimigos de um breve período, você ainda leva dano se você tocá-los embora.

## Histórico de Lançamento

### Versão para Cartucho
Em 1993, foi lançado como um cartucho para o Family Computer. Embora seja praticamente idêntica à versão Famicom Disk System, existem algumas diferenças. A mais notável está no som do jogo. A versão Famicom Disk System continha um canal extra de áudio, que não está disponível no Family Computer / jogos para NES. Para compensar a falta de áudio do canal, a música do cartucho do Family Computer tinha de ser remixada. Além disso, acrescentou a versão Family Computer uma opção de dificuldade. Agora, ao jogador é dada uma escolha entre um modo "Easy" (em que os danos inimigo é reduzido e que o jogador começa com vidas mais) e um modo "Normal", que é a mesma dificuldade que a versão FDS original. Finalmente, entre as menores alterações para o jogo é a tela de título, que já não contém uma grande imagem de Upa quando é exibido pela primeira vez.

### Versão para Celular
Em 2006, Bio Miracle Bokutte Upa foi lançado para celulares.

### Virtual Console
Em 3 de junho de 2008, a versão Family Computer de Bio Miracle Bokutte Upa foi disponibilizado no Japão para o serviço de download Virtual Console do Wii. A mesma versão também foi lançado na América do Norte em 9 de junho de 2008 e na Europa em 29 de agosto de 2008, como uma importação, vendido a um preço de 600 Wii Points.